# بواز كوهن
بواز كوهن (بالإنجليزية: Boaz Cohen)‏ هو حاخام ومؤرخ أمريكي، ولد في 26 فبراير 1899 في بريدجبورت في الولايات المتحدة، وتوفي في 11 ديسمبر 1968 في نيويورك في الولايات المتحدة.